# Jim Craig (Eishockeyspieler)
James Downey „Jim“ Craig (* 31. Mai 1957 in North Easton, Massachusetts) ist ein ehemaliger US-amerikanischer Eishockeytorwart und -trainer, der von 1979 bis 1984 für die Atlanta Flames, Boston Bruins und Minnesota North Stars in der National Hockey League spielte. Beim legendären Miracle on Ice, dem Olympiasieg der Vereinigten Staaten 1980, war er Torwart des US-Teams. Craig ist Mitglied der United States Hockey Hall of Fame.

## Karriere

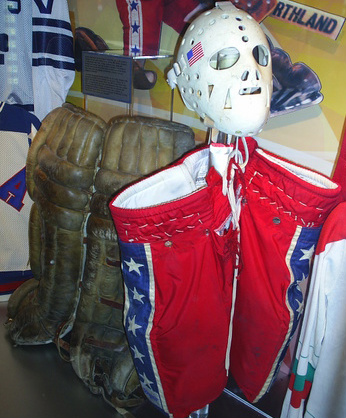
Craigs Torhüterausrüstung, ausgestellt in der IIHF Hall of Fame

Seine Karriere begann Craig 1976 zu seiner Studienzeit auf der Boston University. Er wurde beim NHL Amateur Draft 1977 in der 4. Runde an 72. Stelle durch die Atlanta Flames gezogen, spielte hier jedoch nur eine Saison (1979/80). 
Er war der Torwart der US-amerikanischen Eishockeynationalmannschaft, die bei den Olympischen Winterspielen 1980 die Goldmedaille gewann. Der 4:3-Sieg der USA gegen die damals übermächtige Sowjetunion ging als Miracle on Ice in die Sportgeschichte ein. Beim Olympiasieg hielt er die Mannschaft im Spiel, obwohl er nach einem Bodycheck von Waleri Charlamow zu Boden gegangen war und offensichtlich Schmerzen hatte. 
Danach wechselte er für die Saison 1980/81 zu den Boston Bruins. Es folgten zwei Jahre in niedrigeren Klassen, bevor er zur Saison 1983/84 noch einmal für drei Spiele zu den Minnesota North Stars in die NHL zurückkehrte. 
Der US-amerikanischen Eishockeynationalmannschaft gehörte er von 1979 bis 1983 an. 
In den Jahren 1994 bis 1996 trainierte er die Eishockeymannschaft der Northeastern University. 
Für seine Verdienste im Sport wurde er 1999 mit der Aufnahme in die IIHF Hall of Fame geehrt.